# Ethiopië op de Olympische Zomerspelen 2020
Ethiopië nam deel aan de Olympische Zomerspelen 2020 in Tokio, Japan.

## Medailleoverzicht
| Medaille | Naam            | Sport    | Onderdeel               | Datum      |
| -------- | --------------- | -------- | ----------------------- | ---------- |
| Goud     | Selemon Barega  | Atletiek | 10 000 m (m)            | 30 juli    |
|          |                 |          |                         |            |
| Zilver   | Lamecha Girma   | Atletiek | 3000 m steeplechase (m) | 30 juli    |
|          |                 |          |                         |            |
| Brons    | Gudaf Tsegay    | Atletiek | 5000 m (v)              | 2 augustus |
| Brons    | Letsenbet Gidey | Atletiek | 10 000 m (v)            | 7 augustus |

## Atleten
Hieronder volgt een overzicht van de atleten die zich reeds hebben verzekerd van deelname aan de Olympische Zomerspelen 2020.
| sport       | Mannen | Vrouwen | totaal |
| ----------- | ------ | ------- | ------ |
| Atletiek    | 16     | 19      | 35     |
| Taekwondo   | 1      | 0       | 1      |
| Wielersport | 0      | 1       | 1      |
| Zwemmen     | 1      | 0       | 1      |
| totaal      | 18     | 20      | 38     |

## Sporten

### Atletiek
Mannen
Loopnummers
| atleet               | onderdeel           | series   | series | kwartfinale | kwartfinale | halve finale   | halve finale   | finale         | finale         |
| atleet               | onderdeel           | tijd     | rang   | tijd        | rang        | tijd           | rang           | tijd           | rang           |
| -------------------- | ------------------- | -------- | ------ | ----------- | ----------- | -------------- | -------------- | -------------- | -------------- |
| Melese Nberet        | 800 m               | 1.47,80  | 7      | n.v.t.      | n.v.t.      | niet geplaatst | niet geplaatst | niet geplaatst | niet geplaatst |
| Samuel Tefera        | 1500 m              | 3.37,78  | 9      | n.v.t.      | n.v.t.      | niet geplaatst | niet geplaatst | niet geplaatst | niet geplaatst |
| Samuel Zeleke        | 1500 m              | 3.41,63  | 5 Q    | n.v.t.      | n.v.t.      | 3.37,66        | 11             | niet geplaatst | niet geplaatst |
| Teddese Lemi         | 1500 m              | 3.36,26  | 2 Q    | n.v.t.      | n.v.t.      | 3.34,81        | 7              | niet geplaatst | niet geplaatst |
| Nibret Melak         | 5000 m              | 13.45,81 | 14     | n.v.t.      | n.v.t.      | n.v.t.         | n.v.t.         | niet geplaatst | niet geplaatst |
| Milkesa Mengesha     | 5000 m              | 13.31,13 | 6 q    | n.v.t.      | n.v.t.      | n.v.t.         | n.v.t.         | 13.08,50       | 10             |
| Getnet Wale          | 5000 m              | 13.41,13 | 9      | n.v.t.      | n.v.t.      | n.v.t.         | n.v.t.         | niet geplaatst | niet geplaatst |
| Selemon Barega       | 10000 m             | n.v.t.   | n.v.t. | n.v.t.      | n.v.t.      | n.v.t.         | n.v.t.         | 27.43,22       | Goud           |
| Berihu Aregawi       | 10000 m             | n.v.t.   | n.v.t. | n.v.t.      | n.v.t.      | n.v.t.         | n.v.t.         | 27.46,16       | 4              |
| Yomif Kejelcha       | 10000 m             | n.v.t.   | n.v.t. | n.v.t.      | n.v.t.      | n.v.t.         | n.v.t.         | 27.52,03       | 7              |
| Lamecha Girma        | 3000 m steeplechase | 8.09,83  | 1 Q    | n.v.t.      | n.v.t.      | n.v.t.         | n.v.t.         | 8.10,38        | Zilver         |
| Bikila Tadese Takele | 3000 m steeplechase | 8.24,69  | 9      | n.v.t.      | n.v.t.      | n.v.t.         | n.v.t.         | niet geplaatst | niet geplaatst |
| Getnet Wale          | 3000 m steeplechase | 8.12,55  | 2 Q    | n.v.t.      | n.v.t.      | n.v.t.         | n.v.t.         | 8.14,97        | 4              |
| Lelisa Desisa        | marathon            | n.v.t.   | n.v.t. | n.v.t.      | n.v.t.      | n.v.t.         | n.v.t.         | DNF            | DNF            |
| Shura Kitata         | marathon            | n.v.t.   | n.v.t. | n.v.t.      | n.v.t.      | n.v.t.         | n.v.t.         | DNF            | DNF            |
| Sisay Lemma          | marathon            | n.v.t.   | n.v.t. | n.v.t.      | n.v.t.      | n.v.t.         | n.v.t.         | DNF            | DNF            |

Vrouwen
Loopnummers
| atlete             | onderdeel           | series   | series | kwartfinale | kwartfinale | halve finale   | halve finale   | finale         | finale         |
| atlete             | onderdeel           | tijd     | rang   | tijd        | rang        | tijd           | rang           | tijd           | rang           |
| ------------------ | ------------------- | -------- | ------ | ----------- | ----------- | -------------- | -------------- | -------------- | -------------- |
| Habitam Alemu      | 800 m               | 2.01,20  | 2 Q    | n.v.t.      | n.v.t.      | 1.58,40        | 2 Q            | 1.57,56        | 6              |
| Netsanet Desta     | 800 m               | 2.01,98  | 4      | n.v.t.      | n.v.t.      | niet geplaatst | niet geplaatst | niet geplaatst | niet geplaatst |
| Freweyni Hailu     | 1500 m              | 4.04,12  | 5 Q    | n.v.t.      | n.v.t.      | 3.57,54        | 2 Q            | 3.57,60        | 4              |
| Lemlem Hailu       | 1500 m              | 4.05,49  | 5 Q    | n.v.t.      | n.v.t.      | 4.03,76        | 9              | niet geplaatst | niet geplaatst |
| Diribe Welteji     | 1500 m              | 4.10,25  | 12     | n.v.t.      | n.v.t.      | niet geplaatst | niet geplaatst | niet geplaatst | niet geplaatst |
| Ejgayehu Taye      | 5000 m              | 14.48,52 | 4 Q    | n.v.t.      | n.v.t.      | n.v.t.         | n.v.t.         | 14.41,24       | 5              |
| Senbere Teferi     | 5000 m              | 14.48,31 | 3 Q    | n.v.t.      | n.v.t.      | n.v.t.         | n.v.t.         | 14.45,11       | 6              |
| Gudaf Tsegay       | 5000 m              | 14.55,74 | 1 Q    | n.v.t.      | n.v.t.      | n.v.t.         | n.v.t.         | 14.38,87       | Brons          |
| Tsigie Gebreselama | 10000 m             | n.v.t.   | n.v.t. | n.v.t.      | n.v.t.      | n.v.t.         | n.v.t.         | DNF            | DNF            |
| Tsehay Gemechu     | 10000 m             | n.v.t.   | n.v.t. | n.v.t.      | n.v.t.      | n.v.t.         | n.v.t.         | DSQ            | DSQ            |
| Letesenbet Gidey   | 10000 m             | n.v.t.   | n.v.t. | n.v.t.      | n.v.t.      | n.v.t.         | n.v.t.         | 30.01,72       | Brons          |
| Mekides Abebe      | 3000 m steeplechase | 9.23,95  | 3 Q    | n.v.t.      | n.v.t.      | n.v.t.         | n.v.t.         | 9.06,16        | 4              |
| Lomi Muleta        | 3000 m steeplechase | 9.45,81  | 10     | n.v.t.      | n.v.t.      | n.v.t.         | n.v.t.         | niet geplaatst | niet geplaatst |
| Zerfe Wondemagegn  | 3000 m steeplechase | 9.20,01  | 4 q    | n.v.t.      | n.v.t.      | n.v.t.         | n.v.t.         | 9.16,41        | 8              |
| Yehualeye Beletew  | 20km snelwandelen   | n.v.t.   | n.v.t. | n.v.t.      | n.v.t.      | n.v.t.         | n.v.t.         | DNF            | DNF            |
| Roza Dereje        | marathon            | n.v.t.   | n.v.t. | n.v.t.      | n.v.t.      | n.v.t.         | n.v.t.         | 2:28.38        | 4              |
| Birhane Dibaba     | marathon            | n.v.t.   | n.v.t. | n.v.t.      | n.v.t.      | n.v.t.         | n.v.t.         | DNF            | DNF            |
| Zeineba Yimer      | marathon            | n.v.t.   | n.v.t. | n.v.t.      | n.v.t.      | n.v.t.         | n.v.t.         | DNF            | DNF            |

### Taekwondo
Mannen
| atleet        | onderdeel | eerste ronde         | kwartfinale          | halve finale         | herkansing           | finale / BM          | finale / BM |
| atleet        | onderdeel | tegenstander uitslag | tegenstander uitslag | tegenstander uitslag | tegenstander uitslag | tegenstander uitslag | rang        |
| ------------- | --------- | -------------------- | -------------------- | -------------------- | -------------------- | -------------------- | ----------- |
| Solomon Demse | -58 kg    | Suzuki W 22 - 2      | Jendoubi V 9 - 32    | niet geplaatst       | Artamonov V 5 - 27   | niet geplaatst       | 7           |

### Wielersport

#### Wegwielrennen
Vrouwen
| atlete     | onderdeel    | tijd | rang |
| ---------- | ------------ | ---- | ---- |
| Selam Amha | wegwedstrijd | DNF  | DNF  |

### Zwemmen
Mannen
| atleet            | onderdeel       | series | series | halve finale   | halve finale   | finale         | finale         |
| atleet            | onderdeel       | tijd   | rang   | tijd           | rang           | tijd           | rang           |
| ----------------- | --------------- | ------ | ------ | -------------- | -------------- | -------------- | -------------- |
| Abdelmalik Muktar | 50 m vrije slag | 26,65  | 62     | niet geplaatst | niet geplaatst | niet geplaatst | niet geplaatst |